# Mansonella
Mansonella es un género de nematodos parásitos responsables de la enfermedad de la mansoneliasis. El género fue llamada así en honor a Patrick Manson en 1891, quien descubrió en 1878 que el mosquito está involucrado en la transmisión de la filariasis.
Las especies incluyen: 
- Mansonella ozzardi (parásito que afecta a los humanos, en América Central y del Sur)
- Mansonella perstans (parásito que afecta a los humanos y primates en África y Sudamérica)
- Mansonella streptocerca (parásito que afecta a los humanos, en África)